# Clavella stichaei
Clavella stichaei är en kräftdjursart som först beskrevs av Henrik Nikolai Krøyer 1863.  Clavella stichaei ingår i släktet Clavella och familjen Lernaeopodidae. Inga underarter finns listade i Catalogue of Life.